# Kis csavarcsiga
A kis csavarcsiga (Merdigera obscura) európai elterjedésű, szárazföldi csigafaj.

## Megjelenése
A kis csavarcsiga háza 7–10 mm magas, 3–4 mm széles, 6-7 kanyarulat alkotja. Alakja kúposan megnyúlt, végén kihegyesedő; a héj egyenletesen barna színű, finoman és sűrűn rovátkolt. A kanyarulatok közötti varratok viszonylag mélyek, az ajakduzzanat fehér. Köldöke zárt. Az állat sötétbarna, oldalain és lábán világosabb, nagy tapogatói hosszúak, a kis tapogatók előbbinek egynegyedére nőnek. Házát hátra- és kissé jobbfelé hajtva hordja. 

## Elterjedése és életmódja
Egész Európában előfordul Írországtól Oroszország középső régiójáig, Svédországtól Görögországig. Ezenkívül megtalálható Algériában az Atlasz-hegységben, Észak-Törökországban és a Kaukázusban. Svájcban 2200 m-ig, Bulgáriában 2000 m-ig találták meg. Széleskörűen elterjedt, de nem tömeges. Írországban 1980 óta létszáma egynegyedére zuhant, de Európa más részein stabilnak mondható.
Meszes talajú árnyas lomberdőkben, bozótosokban gyakori ahol kidőlt fatörzsek alatt és avarban található, de megél az erdőkön kívül is, ahol a déli fekvésű sziklákat, kőfalakat kedveli. Kevésbé követei meg a nedves környezetet, mint rokona a hegyi csavarcsiga. A fiatal csigák esős időben felmásznak a fatörzsekre és sziklafalakra.
Május és október között rakja le 12-20 ovális petéjét, amelyek két hét múlva kelnek ki. Második évük elején lesznek ivarérettek.
Magyarországon nem védett. 